# Франц Шиллінг (футболіст)
Франц Шиллінг (нім. Franz Schilling, 11 грудня 1910 — червень 1990) — австрійський футболіст, що грав на позиції нападника. Відомий виступами у складі клубів «Рапід», «Вінер АК», «Аустрія» і «Адміра». Чемпіон Австрії.

## Клубна кар'єра
У вищому австрійському дивізіоні дебютував у складі клубу «Вінер Шпорт-Клуб» у сезоні 1929/30, зігравши 4 матчі. Наступного сезону він зіграв 10 матчів, після чого приєднався до складу «Рапіда» (Відень). Здобув «бронзу» чемпіонату, зігравши три матчі у яких забив 3 голи. Наступного сезону на його рахунку 11 матчів і 2 голи, а клуб також став третім у чемпіонаті. Сезон 1932/33 розпочав у «Рапіді», зігравши 1 матч, але незабаром приєднався до команди «Вінер АК» (4 місце чемпіонату того сезону), у складі якої зіграв 10 матчів у чемпіонаті і забив 5 голів. Наступного року «Вінер» став п'ятим у чемпіонаті, а на рахунку Шиллінга 6 голів у 17 матчах. У сезоні 1934/35 Франц зіграв 22 матчі і забив 7 голів, а його клуб опустився на передостанню 11 позицію.
Влітку 1935 року Шиллінг приєднався до команди «Аустрія» (Відень). У першому півфінальному матчі кубка Мітропи 1935 проти «Ференцвароша» змінив у складі Камілло Єрусалема. Матч завершився поразкою австрійців за рахунком 2:4. У матч-відповіді уже без Франца «Аустрія» перемогла 3:2, але цього не вистачило для виходу у фінал. У чемпіонаті 1935/36 зіграв 8 матчів і забив 2 голи. У 1936 році перейшов у команду «Капфенберг».
У складі клубу «Адміра» (Відень) почав грати у сезоні 1937–1938. У кубку Мітропи 1937 у матчах першого раунду проти «Спарти» (1:1, 2:2, 2:0) став автором одного з голів у переграванні. Перша гра з італійською командою «Дженоа» принесла нічию 2:2 (Шиллінг забив перший гол у матчі), але сам матч вийшов дуже грубим з обох сторін. На шляху з Відня до Генуї між гравцями виникла бійка, одному з італійців зламали щелепу. Начальник поліції Генуї заявив, що не може гарантувати безпеку учасників цього матчу і матч було відмінено. Комітет кубка у підсумку вирішив зняти зі змагань обидві команди.
Чемпіонат 1937/38 років став для «Адміри» став найгіршим з середини 20-х років — 6 місце. Але уже за рік команда повернулася на вершину. Чемпіонат 1938/39 років після аншлюсу називався Гауліга Остмарк і був частиною німецького чемпіонату. «Адміра» випередила на 2 очка «Рапідом» і всьоме у своїй історії стала чемпіоном. На рахунку Шиллінга 13 голів у чемпіонаті. Завдяки цьому трофею клуб потрапив у фінальний турнір чемпіонату Німеччини. Клуб виграв групу, що складалась з чотирьох команд і потрапив у півфінал, де здолав з рахунком 4:1 «Гамбург». У фіналі «Адміра» зустрічалась з найсильнішою німецькою командою того часу — «Шальке». Матч для віденців завершився розгромною поразкою від гельзенкірхенців — 0:9. Шиллінг зіграв 8 матчів турніру і забив 4 голи. У роки Другої світової війни «Адміра» не мала значних успіхів у чемпіонаті, не потрапляючи до трійки призерів.

## Досягнення
- Чемпіон Австрії (1): 1939
- Фіналіст чемпіонату Німеччини (1): 1939

## Статистика

### Статистика виступів у кубку Мітропи
| №                      | Розіграш               | Стадія                 | Дата та місце проведення | Команда 1              | Рахунок | Команда 2        | Голи |
| ---------------------- | ---------------------- | ---------------------- | ------------------------ | ---------------------- | ------- | ---------------- | ---- |
| 1                      | 1935                   | 1/2                    | 21.07.1935 Будапешт      | Ференцварош            | 4:2     | Аустрія (Відень) |      |
| 2                      | 1937                   | 1/8                    | 13.06.1937 Відень        | Адміра (Відень)        | 1:1     | Спарта (Прага)   |      |
| 3                      | 1937                   | 1/8                    | 25.06.1937 Прага         | Спарта (Прага)         | 2:2     | Адміра (Відень)  |      |
| 4                      | 1937                   | 1/8 перегр.            | 29.06.1937 Будапешт      | Спарта (Прага)         | 0:2     | Адміра (Відень)  | 74'  |
| 5                      | 1937                   | 1/4                    | 4.06.1937 Відень         | Адміра (Відень)        | 2:2     | Дженова 1893     | 51'  |
| Всього у кубку Мітропи | Всього у кубку Мітропи | Всього у кубку Мітропи | Всього у кубку Мітропи   | Всього у кубку Мітропи | 5       |                  | 2    |